# Pogonophryne lanceobarbata
Pogonophryne lanceobarbata är en fiskart som beskrevs av Eakin, 1987. Pogonophryne lanceobarbata ingår i släktet Pogonophryne och familjen Artedidraconidae. Inga underarter finns listade i Catalogue of Life.